# UTC-09:30

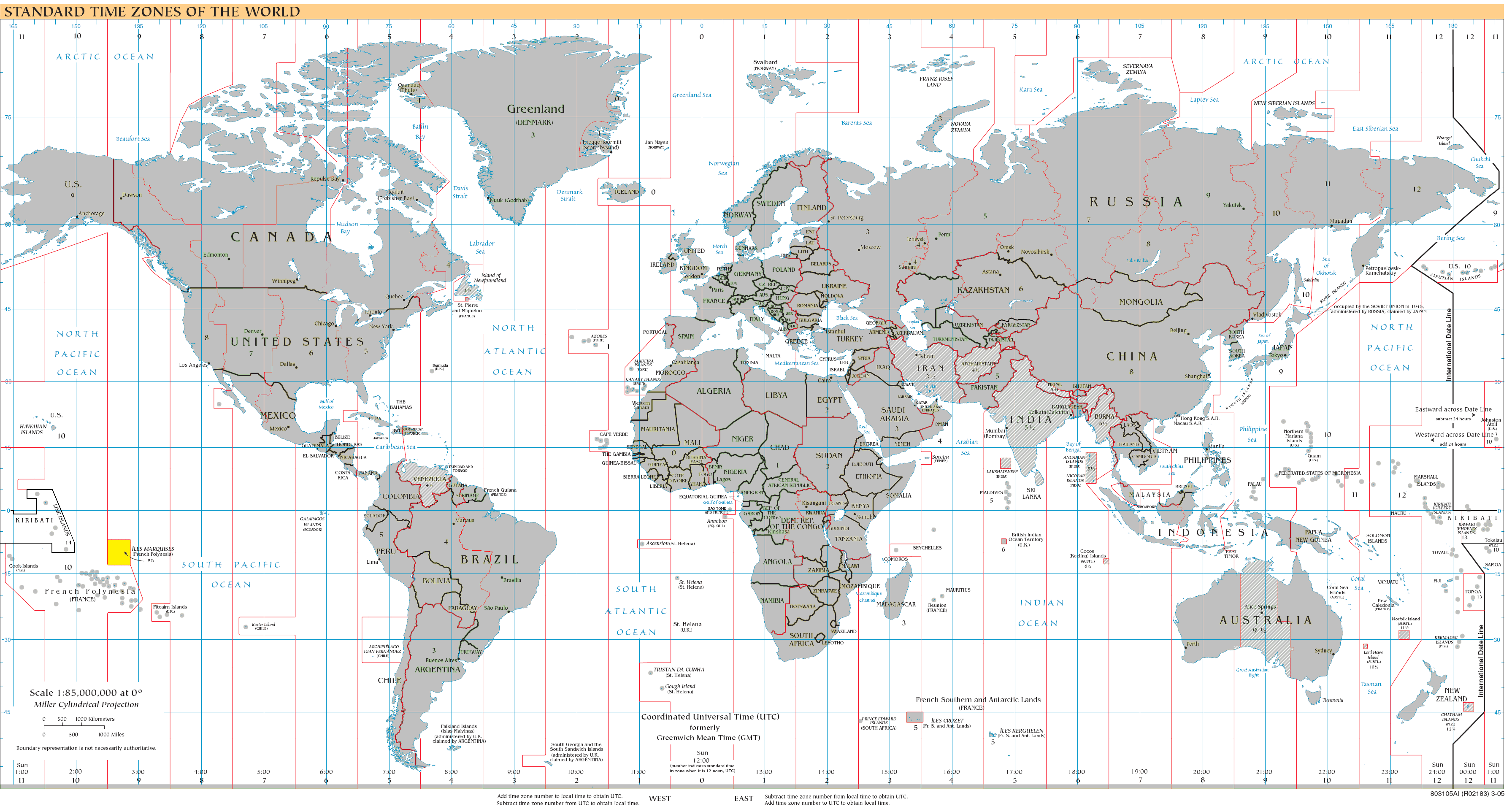
UTC-09:30

UTC-09:30 (V+ – Victor+) – strefa czasowa, odpowiadająca czasowi słonecznemu południka 142°30'W.

## Strefa całoroczna
Australia i Oceania:
- Polinezja Francuska (Markizy)